# Wakefield (Massachusetts)
Wakefield és una població dels Estats Units a l'estat de Massachusetts. Segons el cens del 2007 tenia 24.706 habitants.

## Demografia
Segons el cens del 2000, Wakefield tenia 24.804 habitants, 9.747 habitatges, i 6.608 famílies. La densitat de població era de 1.282 habitants/km².
Dels 9.747 habitatges en un 30,2% hi vivien nens de menys de 18 anys, en un 55,1% hi vivien parelles casades, en un 9,7% dones solteres, i en un 32,2% no eren unitats familiars. En el 26,4% dels habitatges hi vivien persones soles el 10,6% de les quals corresponia a persones de 65 anys o més que vivien soles. El nombre mitjà de persones vivint en cada habitatge era de 2,52 i el nombre mitjà de persones que vivien en cada família era de 3,09.
Per edats la població es repartia de la següent manera: un 22,6% tenia menys de 18 anys, un 5,8% entre 18 i 24, un 32,7% entre 25 i 44, un 23,8% de 45 a 60 i un 15,1% 65 anys o més.
L'edat mediana era de 39 anys. Per cada 100 dones de 18 o més anys hi havia 87,8 homes.
La renda mediana per habitatge era de 66.117 $ i la renda mediana per família de 77.834$. Els homes tenien una renda mediana de 51.591 $ mentre que les dones 39.327$. La renda per capita de la població era de 30.369$. Entorn de l'1,7% de les famílies i el 3,1% de la població estaven per davall del llindar de pobresa.